# Клан Леннокс

Герб вождей клана Леннокс

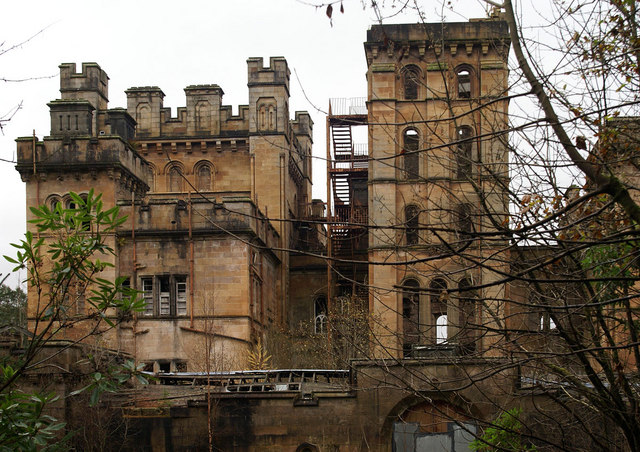
Замок Леннокс, историческая резидениця графов Леннокс, затем вождей клана Леннокс из Вудхэда

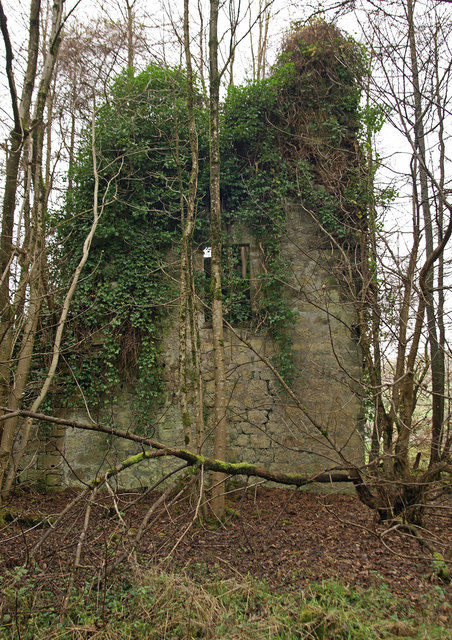
Замок Вудхэд, резиденция линий клана Леннокс из Балкорраха и Леннокс из Вудхэда

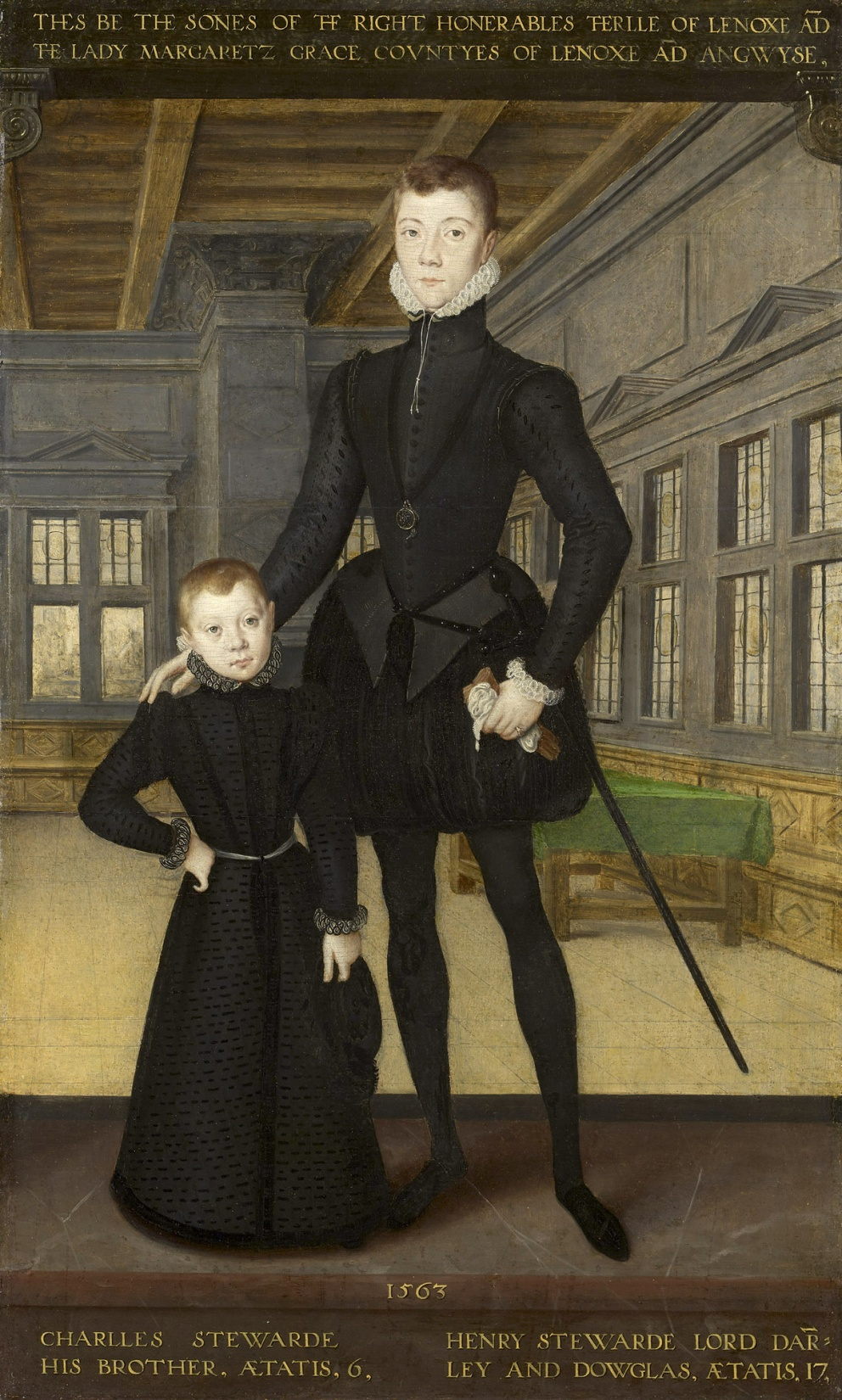
Чарльз Стюарт, будущий 5-й граф Леннокс, и его старший брат Генри, лорд Дарнли. Художник Ганс Эворт, 1563 год

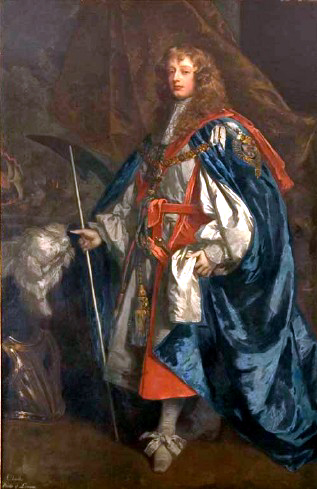
Чарльз Стюарт, 6-й герцог Леннокс, 6-й граф Леннокс, 3-й герцог Ричмонд

Клан Леннокс (англ. Clan Lennox) — один из кланов равнинной части Шотландии (Лоуленда). Вождями клана Леннокс были графы Леннокс, хотя титул графа Леннокса в XV—XVI веках получали вожди других кланов. Должность вождя клана Леннокс потом получили представители линии клана Леннокс из Вудхэда.
- Девиз клана: I’ll defend — Я буду защищать
- Символ клана: красная роза
- Вождь клана: Эдвард Леннокс из Вудхэда (Edward Lennox Woodhead)[3]
- Резиденция вождя клана: Замок Даунтон (Downton Castle)
- Историческая резиденция вождя клана: Замок Леннокс (Lennox Castle)
- Союзные кланы: Клан Кинкейд (XVIII век)
- Враждебные кланы: Клан Кинкейд (XVI век).

## История клана Леннокс

### Происхождение клана Леннокс
Древнее графство Леннокс когда-то охватывало весь Дамбартоншир и большую часть Пертшира, Ренфрушира и Стерлингшира. На гэльском языке слово Leven-ach — Левен-ах означает «плавный поток». Древние кельтские мормэры Левенакса получили от королей Шотландии титул графа Леннокс. Как именно возникло графство Леннокс и кто именно создал этот титул и кто его получил в XII веке — об этом спорят историки, этот вопрос остается неясным. По одной из версий саксонский барон Аркилл получил от короля Шотландии Малкольма III в награду за службу земли Данбартоншира и Стерлингшира. Барон Аркилл женился на шотландской наследницей и имел с ней сына, которого назвали Элвин — он и стал первым графом Леннокс. Другие историки утверждают, что графство Леннокс было дано Давиду, графу Хантингтон (1144—1219), его старшим братом, королем Шотландии Вильгельмом Львом, а клан Леннокс не существовал до правления короля Вильгельма Льва.

### XIV век
В конце XIII века клан Леннокс был одним из сильнейших кланов в Шотландии, а графы Леннокс— одними из самых богатых и влиятельных графов в королевстве. Малкольм Леннокс, 5-й граф Леннокс (1303—1333), поддержал Роберта Брюса в его борьбе за независимость Шотландии и за корону Шотландии. Малкольм поднял свой клан и повел их в поход против английских войск и осадил Карлайл в 1296 году. Позднее он вынужден был пойти на мир с королем Англии и даже принес присягу на верность королю Англии Эдуарду I Плантагенету и подписал соответствующий документ — Рагманские свитки. Но затем он снова присоединился к повстанцам и стал одним из союзников Роберта Брюса.

### XV—XVI века
Сын Малькольма присутствовал на коронации Роберта II Стюарта в 1371 году, но через два года он умер не оставив сына, графство унаследовала его дочь — Маргарет, ставшая графиней Леннокс. Маргарет стала женой Уолтера де Фослена, де-факто графа Леннокса в 1365—1385 годах. Маргарет и ее муж потеряли титул графа Леннокса, но потом этот титул получил их сын — Дункан, граф Леннокс (1385—1425).
Дункан имел дочь — Изабеллу — графиню Леннокс, она вступила в брак с Мердоком Стюартом, 2-м герцогом Олбани (1362—1425) . Когда король Шотландии Яков I Стюарт вернулся из английского плена, гнев короля был направлен против графини Леннокс. Это было связано с отцом герцога Олбани, который убил брата короля, узурпировавшего власть в Шотландии и творил беспорядок. Граф Леннокс взошёл на плаху и потерял голову в возрасте 80 лет в мае 1425 года. Вдова — Изабелла Леннокс — была брошена за решётку в замок Танталлон, но позже её перевезли в замок Басс-Рок. После освобождения из тюрьмы Изабелла поселилась в замке на острове Инчмаррин на озере Лох-Ломонд .
После этого шли споры за титул графа Леннокса, и этот титул получали различные благородные семьи Шотландии. У Изабеллы, графини Леннокс, были две сестры, Маргарет и Элизабет, обе оставили потомкам обширные владения. От Маргарет Леннокс идёт линия Ментейт из Раски, от Элизабет Леннокс — линия Стюарт из Дарнли. В 1488 году Джон Стюарт, лорд Дарнли (до 1430—1495), принял титул графа Леннокса. Его сын Мэтью Стюарт, 2-й граф Леннокс (1488—1513), был убит в битве при Флоддене в 1513 году. Титул оставался у Стюартов из Дарнли, пока Генри Стюарт, лорд Дарнли, второй муж королевы Шотландии Марии Стюарт, не был убит в 1567 году. Мария Стюарт была отстранена от престола в 1567 году. Титул граф Леннокса перешёл к молодому королю Шотландии Якову VI Стюарту, который передал этот титул своему дяде Чарльзу Стюарту (1557—1576). В 1578 году титул графа Леннокса получил Роберт Стюарт (1517—1586), епископ Кейтнесса и дядя Чарльза. В 1580 году под давлением короля Роберт Стюарт отказался от титула графа в пользу своего племянника Эсме Стюарта (1542—1583), который в 1581 году получил титул герцога Леннокса. Этот титул в 1672 году перешёл к королю Англии и Шотландии Карлу II Стюарту, а от него к его внебрачному сыну, Чарльзу Ленноксу, 1-му герцогу Ричмонду (1672—1723).
Одна из ветвей клана Леннокс — Ленноксы из Вудхэда враждовали с кланом Кинкейд в 1570-х годах. Вражда вспыхнула из-за брака. Позже клан Кинкейд примирился с кланом Леннокс из Вудхэда и снова стал независимым кланом в XX веке.

### ХІХ — XX века
В XIX веке клан Леннокс из Вудхэда, вожди которого жили в замке Леннокс, претендовал на титул графа Леннокса. Хотя их претензии на графство не были подтверждены, было официально признано, что они являются вождями клана Леннокс. Ленноксы из Вудхэда продали замок Леннокс в 1927 году городу Глазго, и купили вместо него замок Даунтон, возле Ладлоу в Англии. Они сейчас являются вождями клана Леннокс.

### Замки клана Леннокс
- Замок Энтермони (англ. Antermony Castle) — около Милтон-оф-Кэмпси, вначале замок принадлежал клану Флемминг, но затем замок перешел в собственность клана Леннокс[5].
- Замок Балкоррах (англ. Balcorrach Castle) — около Милнгая, Дамбартоншир, резиденция предводителей одной из ветвей клана Леннокс, происходящих от Дональда, сына Дункана, 8-го графа Леннокса[5].
- Замок Баллок[англ.] (англ. Balloch Castle) — в Дамбартоншире, никогда не принадлежал клана Леннокс, в 1425 году замок перешел к Стюартам из Дарнли, которые стали графами Леннокс[5].
- Замок Вудхэд (англ. Woodhead Castle) — около Милнгая, Дамбартоншир, принадлежал линии Леннокс из Балкорраха в 1572 году. От замка Вудхэд ныне остались одни руины. Рядом был построен в 1840 году замок Леннокс. Последний был продан городу Глазго в 1927 году, а вожди клана Леннокс из Вудхэда переехали в Англию[5].